# Préfecture de Boroudjen
La préfecture de Boroudjen (en persan: شهرستان بروجن, shahrestān-e Borujen) est l'une des dix préfectures (shahrestān) de la province de Chahar Mahaal et Bakhtiari (Iran). La préfecture de Borujen comptait 113795 habitants lors du recensement de 2006.

## Géographie
La préfecture de Boroudjen est située à l'est de la province de Chahar Mahaal et Bakhtiari. Elle est divisée en trois districts (bakhsh): le district central, district de Boldaji, district de Gandoman. Son chef-lieu est la ville de Borujen et compte cinq autres villes : Boldaji, Faradonbeh, Gandoman, Naghneh et Sefid Dasht. 

## Tourisme
La zone humide de Choghakhor est située dans la préfecture de Boroudjen à 15km de Boldaji.